# Pro Livorno
Pro Livorno – włoski klub piłkarski, mający swoją siedzibę w mieście Livorno, na zachodzie kraju.

## Historia
Chronologia nazw:
- 1919: Pro Livorno
- 1922: klub rozwiązano - po fuzji z US Livorno

Klub piłkarski Pro Livorno został założony w Livorno w 1919 roku. W sezonie 1919/20 zespół startował w rozgrywkach Terza Categoria Toscana, gdzie zwyciężył w grupie A Sezione II, zdobywając promocję do Promozione Toscana. Sezon 1920/21 zakończył na pierwszej lokacie i awansował do Prima Categoria. W 1921 powstał drugi związek piłkarski C.C.I., w związku z czym mistrzostwa prowadzone osobno dla dwóch federacji. W sezonie 1921/22 startował w Prima Categoria (pod patronatem F.I.G.C.) Najpierw był pierwsym w Sezione toscana, a potem zajął ostatnie 3.miejsce w grupie A półfinałów krajowych. W 1922 po kompromisie Colombo mistrzostwa obu federacji zostały połączone. Latem 1922 roku klub został wchłonięty przez US Livorno. Po fuzji klub został rozwiązany.

## Sukcesy

### Trofea międzynarodowe
Nie uczestniczył w rozgrywkach europejskich (stan na 31-05-2017).

### Trofea krajowe
| \| \| Zdobyte trofea w rozgrywkach Włoch (stan na: 31-05-2017) \| |                                                          |      |                              |
| Rozgrywki                                                         | Osiągnięcie                                              | Razy | Sezon(y)                     |
| · Mistrzostwo                                                     | I miejsce                                                | 0    |                              |
| · Mistrzostwo                                                     | II miejsce                                               | 0    |                              |
| · Mistrzostwo                                                     | III miejsce                                              | 0    |                              |
| · Mistrzostwo                                                     | 3.miejsce                                                | 1    | 1921/22 (Semifinale A)       |
| · Puchar                                                          | zdobywca                                                 | 0    |                              |
| · Puchar                                                          | finalista                                                | 0    |                              |
| II liga                                                           | I miejsce                                                | 1    | 1920/21 (Promozione Toscana) |
| II liga                                                           | II miejsce                                               | 0    |                              |
| II liga                                                           | III miejsce                                              | 0    |                              |
| Włochy                                                            | Zdobyte trofea w rozgrywkach Włoch (stan na: 31-05-2017) |      |                              |

## Stadion
Klub rozgrywał swoje mecze domowe na boisku Campo del "Fungo" w Livorno.